# Serie 321 de Renfe
La serie 321 de Renfe, las 2100 según la antigua numeración Renfe, es una serie de locomotoras diésel-eléctricas adjudicadas en la década de los años 1960 durante el proceso de dieselización de las líneas españolas para eliminar las viejas locomotoras de vapor que estaban en circulación. Estas locomotoras de origen estadounidense se financiaron en parte gracias a fondos de ayuda que ofrecía dicho país.

## Fabricación
En total se construyeron 80 unidades de esta serie, conforme al diseño DL-500-S de ALCo, también llamado "modelo FPD-9". Las primeras ocho fueron fabricadas en la planta de ALCo en Schenectady entre noviembre y diciembre de 1965, y entraron en servicio con los números 2101 a 2108. Un segundo lote de 52 máquinas debía ser construido por Euskalduna, licenciataria de ALCo en España, que derivó la orden por partes iguales a CAF, que produjo las locomotoras número 2109 a 2134 entre 1965 y 1967, y a La Naval, que produjo las 2135 a 2160 entre 1965 y 1966. Finalmente, otras dos órdenes por diez locomotoras cada una (2161 a 2170 y 2171 a 2180) fueron completadas por Euskalduna en 1969 y 1970 respectivamente. 

## Prestaciones
Durante los primeros años dieron servicio a trenes de pasajeros de las zonas de Orense, Atocha y Sevilla, consiguiendo mejores prestaciones que locomotoras de vapor que tenían el doble de potencia cuando los trenes eran especialmente largos y pesados. A medida que iban apareciendo locomotoras nuevas, estas se fueron relegando al transporte de mercancías.

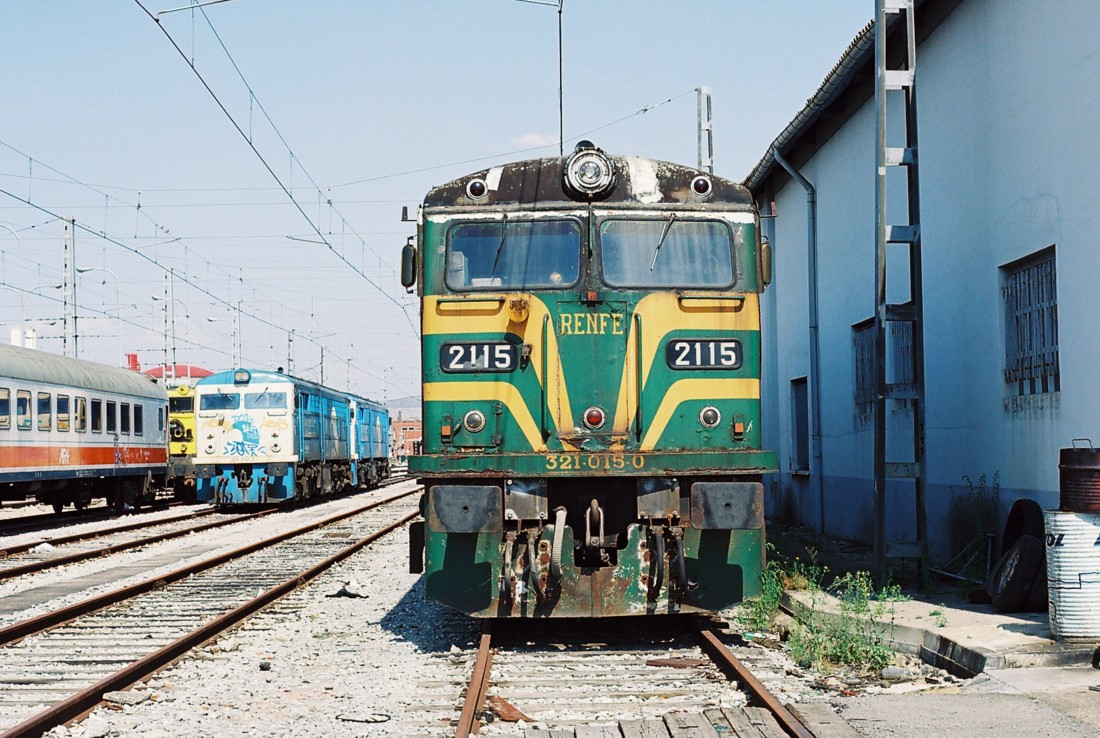
Unidad 321-015 en la estación de Miranda de Ebro.

## Retiro
En la actualidad, la mayoría de las locomotoras de esta serie han sido desguazadas y algunas vendidas (21 de ellas a dos operadores de Argentina, durante la década de 1990), pero con la aparición de Adif, Renfe Operadora entregó prácticamente la totalidad de las locomotoras que tenía de esta serie a Adif, hasta que fueron sustituidas por la serie 319 y 336 en 2019. Lo que ha supuesto su retiro definitivo.